# Vuelta Ciclista del Uruguay 2013
La 70ª edición de la Vuelta Ciclista del Uruguay se disputó desde el viernes 22 hasta el domingo 31 de marzo de 2013.
Debido a reducción de costos, en esta edición la carrera no fue inscripta en el calendario internacional americano, como venía sucediendo desde 2009.
El recorrido previsto contó con casi 1.400 km a lo largo de 10 etapas, teniendo como novedad que la contrarreloj se disputaría el último día en Montevideo, hecho que no se daba desde hace más de 20 años (1991 fue la última vez que finalizó de dicha forma, pero no fue una crono convencional sino que tras la última etapa se realizó la misma con los 20 mejores de la clasificación general).
Tal contrarreloj, no llegó a realizarse en forma completa debido a un accidente que le costó la vida al corredor Marcelo Gracés del Club Ciclista Fénix. Los comisarios de la prueba suspendieron la etapa, dándola por anulada y de esa forma las clasificaciones finales fueron las mismas que al finalizar la penúltima etapa.
El ganador fue el brasileño Cristian Da Rosa del equipo DataRo. Fue secundado por su compañero Murilo Ferraz y por el uruguayo José Luis Miraglia del Schneck-Alas Rojas.
En las clasificaciones secundarias ganaron Julián Gaday (sprints), Matías Pérez (cima), Héctor Aguilar (regularidad), Murilo Ferraz (sub-23) y Villa Teresa (equipos).

## Equipos participantes
Tomaron parte 20 equipos, siendo 17 uruguayos y 3 extranjeros para sumar en total 110 ciclistas al momento del inicio de la carrera.
| Equipos                      |
| ---------------------------- |
| BROU-Flores-Porongos         |
| Schneck-Alas Rojas           |
| Club Ciclista Amanecer       |
| Club Atlético Villa Teresa   |
| Club Ciclista Cerro Largo    |
| Club Ciclista Cruz del Sur   |
| Estación Minas               |
| Estudiantes El Colla         |
| Club Ciclista Fénix          |
| Club Ciclista Maroñas        |
| Club Atlético Progreso       |
| Club Ciclista Carmelo        |
| Peñarol de Maldonado         |
| Peñarol de Tacuarembó        |
| Club Ciclista Punta del Este |
| Club Ciclista Audax          |
| Club Ciclista Arco Iris      |

| Equipos                  |
| ------------------------ |
| Clube DataRo de Ciclismo |
| Ironage-Colner-Penks     |
| Buenos Aires Provincia   |

## Etapas
| Etapa | Fecha       | Recorrido                                | km         | Ganador            | Líder            |
| 1ª    | 22 de marzo | Montevideo-Minas                         | 146,1      | Murilo Ferraz      | Murilo Ferraz    |
| 2ª    | 23 de marzo | José Pedro Varela-Melo                   | 146,6      | Richard Mascarañas | Murilo Ferraz    |
| 3ª    | 24 de marzo | Villa Ansina-Tacuarembó                  | 125,1      | Diego González     | Murilo Ferraz    |
| 4ª    | 25 de marzo | El Eucalipto-Termas del Guaviyú-Paysandú | 120,8      | Héctor Aguilar     | Murilo Ferraz    |
| 5ª    | 26 de marzo | Paysandú-Trinidad                        | 179,7      | Bilker Castro      | Cristian Da Rosa |
| 6ª    | 27 de marzo | Cardona-Fray Bentos-Mercedes             | 168        | Héctor Aguilar     | Cristian Da Rosa |
| 7ª    | 28 de marzo | Palmitas-San José                        | 172,6      | Sebastián Tolosa   | Cristian Da Rosa |
| 8ª    | 29 de marzo | Santa Lucía-Durazno                      | 154,5      | Héctor Aguilar     | Cristian Da Rosa |
| 9ª    | 30 de marzo | Sarandí Grande-Montevideo                | 142,4      | Julián Gaday       | Cristian Da Rosa |
| 10ª   | 31 de marzo | Montevideo-Montevideo                    | 27,5 (CRI) | Anulada            | Cristian Da Rosa |

## Clasificaciones

### Clasificación individual
| Pos.      | Ciclista           | Equipo                 | Tiempo           |
| --------- | ------------------ | ---------------------- | ---------------- |
| Malla oro | Cristian Da Rosa   | DataRo                 | 31 h 13 min 10 s |
| 2.º       | Murilo Ferraz      | DataRo                 | a 28 s           |
| 3.º       | José Luis Miraglia | Schneck-Alas Rojas     | a 4 min 02 s     |
| 4.º       | Richard Mascarañas | Schneck-Alas Rojas     | a 4 min 16 s     |
| 5.º       | Ignacio Maldonado  | Club Ciclista Fénix    | a 4 min 21 s     |
| 6.º       | Mariano De Fino    | BROU-Flores            | a 4 min 27 s     |
| 7.º       | Edgardo Simon      | Ironage-Colner-Penks   | a 4 min 41 s     |
| 8.º       | Sixto Nuñez        | Club Ciclista Amanecer | a 4 min 42 s     |
| 9.º       | Nemesio García     | Cerro Largo            | a 4 min 49 s     |
| 10.º      | Álvaro Tardáguila  | BROU-Flores            | a 5 min 19 s     |

### Clasificación premio sprinter
| Pos.        | Ciclista         | Equipo                 | Puntos |
| ----------- | ---------------- | ---------------------- | ------ |
| Malla verde | Julián Gaday     | Buenos Aires Provincia | 17     |
| 2.º         | Sebastián Tolosa | Buenos Aires Provincia | 16     |
| 3.º         | Héctor Aguilar   | BROU-Flores            | 11     |

### Clasificación premio cima
| Pos.       | Ciclista          | Equipo                 | Puntos |
| ---------- | ----------------- | ---------------------- | ------ |
| Malla roja | Matías Pérez      | Club Atlético Progreso | 22     |
| 2.º        | Nicolás Arachichú | BROU-Flores            | 20     |
| 3.º        |                   |                        |        |

### Clasificación premio regularidad
| Pos.       | Ciclista       | Equipo                 | Puntos |
| ---------- | -------------- | ---------------------- | ------ |
| Malla Azul | Héctor Aguilar | BROU-Flores            | 65     |
| 2.º        | Julián Gaday   | Buenos Aires Provincia | 56     |
| 3.º        | Edgardo Simon  | Ironage-Colner-Penks   | 48     |

### Clasificación sub-23
| Pos.       | Ciclista       | Equipo                     | Tiempo           |
| ---------- | -------------- | -------------------------- | ---------------- |
| Malla rosa | Murilo Ferraz  | DataRo                     | 31 h 13 min 38 s |
| 2.º        | Sixto Nuñez    | Club Ciclista Amanecer     | a 4 min 14 s     |
| 3.º        | Carlos Cabrera | Club Atlético Villa Teresa | a 12 min 35 s    |

### Clasificación por equipos
| Pos. | Equipo                     | Tiempo           |
| ---- | -------------------------- | ---------------- |
| 1.º  | Club Atlético Villa Teresa | 93 h 51 min 38 s |
| 2.º  | Clube DataRo de Ciclismo   | a 21 s           |
| 3.º  | Schneck-Alas Rojas         | a 31 s           |
| 4.º  | Club Ciclista Fénix        | a 35 s           |
| 5.º  | Buenos Aires Provincia     | a 3 min 07 s     |